# Dynaspidiotus riograndensis
Dynaspidiotus riograndensis är en insektsart som beskrevs av Wolff och Claps 1999. Dynaspidiotus riograndensis ingår i släktet Dynaspidiotus och familjen pansarsköldlöss. Inga underarter finns listade i Catalogue of Life.